# 内藤連
内藤 連（ないとう れん、1987年（昭和62年）3月7日 - ）は狂言方和泉流能楽師。能楽協会会員。

## 概要
1986年、東京都で生まれる。野村万作に師事し、万作主催の万作の会に所属している。成城大学にて狂言を学び、卒業後国立能楽堂・能楽三役第八期研修生となり、万作の元に入門した。
2009年、『しびり』シテにて初舞台。 2016年『奈須与市語』、2017年『三番叟』など大曲を次々と披く。「狂言この辺り乃会」同人。
2020年には国立能楽堂にて和泉流の大習（一人前の狂言方になった証）である『釣狐』を披く。
松尾塾伝統芸能、兵庫県加西市のこども狂言塾を指導。東京大学・お茶の水女子大学・成城大学の狂言サークルを指導している。また、東京大学にて非常勤講師を務める。